# Kopfball
Kopfball ist bei Ballsportarten eine Technik, den Spielball mit dem Kopf zu spielen.

## Fußball
Während im Fußballspiel für Feldspieler das absichtliche Berühren des Balles mit Hand oder Arm (Handspiel) als regelwidrig geahndet wird, ist das Spielen des Balles mit dem Kopf erlaubt. Ein Kopfball, korrekter auch Kopfstoß genannt, wird insbesondere eingesetzt, um einen halbhoch oder hoch heranfliegenden Ball in Richtung Tor zu befördern, an den Mitspieler weiterzuleiten oder einen gegnerischen Angriff abzuwehren (zum Beispiel nach Flanke oder Eckball).

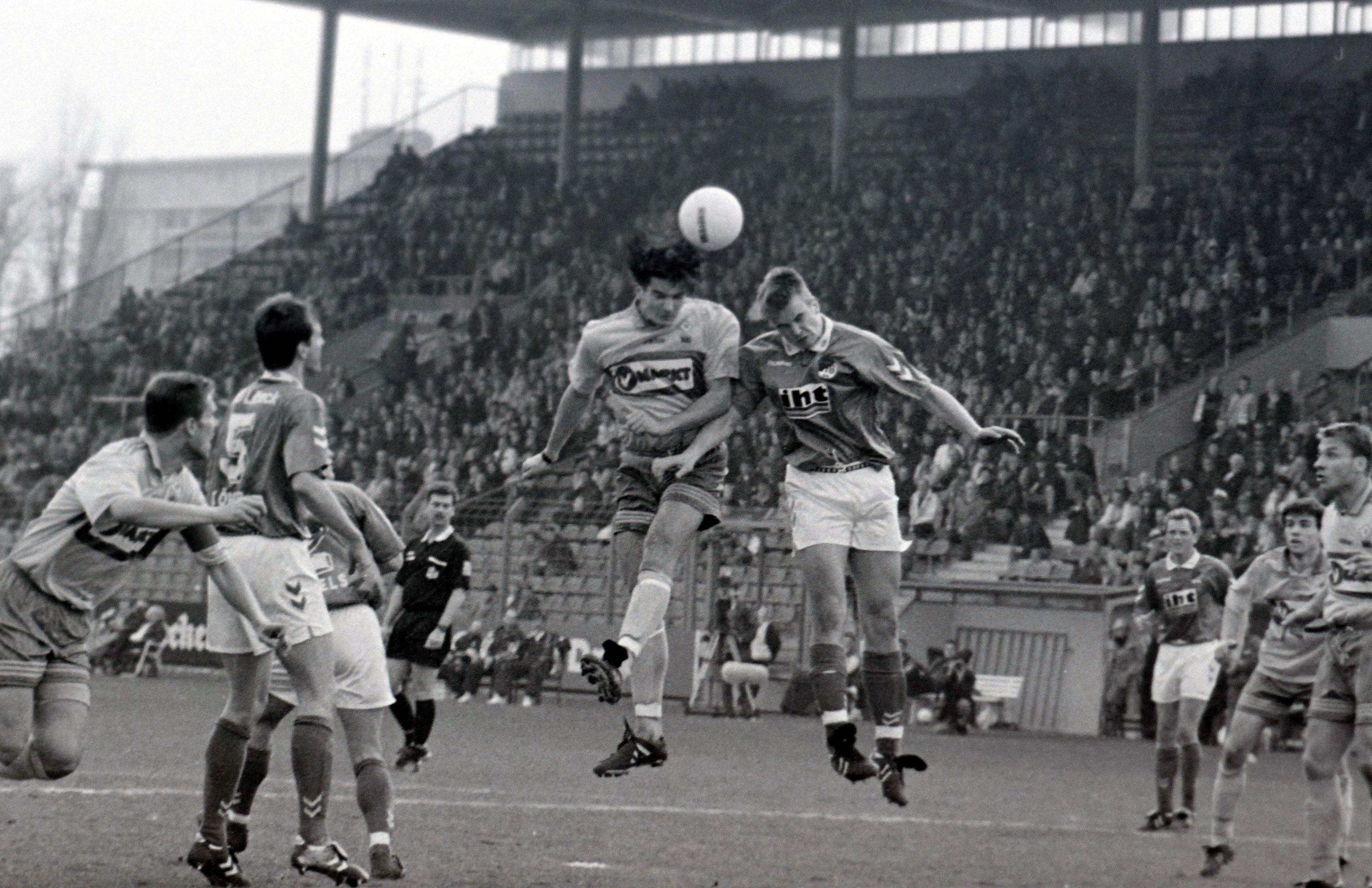
Vorbereitung eines Kopfballtors (Leo Maric gegen Sven Tramm, 1998)

Kopfstöße können im Stand, häufig aber auch im Lauf oder im Sprung (von einem oder beiden Beinen) ausgeführt werden und finden oft im Zweikampf mit einem gegnerischen Spieler statt. Wichtige Voraussetzungen für erfolgreiches Kopfballspiel sind deshalb neben der Körpergröße eine hohe Sprungkraft sowie die Fähigkeit, die Flugbahn des Balls zu berechnen, daraus den richtigen Absprungzeitpunkt und die Sprunghöhe zu wählen und den Kopfstoß kontrolliert (Richtung und Stoßstärke) auszuführen. Neben geschossenen oder geworfenen Bällen kann diese Technik auch mit einem Kopfballpendel trainiert werden.
Einige Stürmer sind oder waren als Kopfball-Spezialisten bekannt und gefürchtet, meistens Spieler von besonderer Körpergröße oder Sprungkraft. Insbesondere „Goldkopf“ Sándor Kocsis konnte sich den Ruf des weltbesten Kopfballspielers in seiner Karriere erarbeiten, aber auch Horst Hrubesch war in Deutschland als besonders guter Kopfballspieler bekannt.
Bei der Europameisterschaft 2012 trat der Trend in Bezug auf die Bedeutung des Kopfballspiels klar hervor: 22 von 76 Toren wurden mit dem Kopf erzielt.

## Weitere Sportarten
In den großen Ballsportarten, wie u. a. Basketball, Handball und Volleyball, ist es ebenso regelkonform, den Ball mit dem Kopf zu spielen. Jedoch kommt dies nur sehr selten vor, da das Kopfballspiel weitaus weniger präzise als das mit der Hand ist.

## Gesundheitsrisiken
Neuesten Untersuchungen zufolge können Kopfbälle zu Schädel-Hirn-Traumata führen. Besonders als der Fußball noch aus Leder war und bei Nässe sehr schwer wurde, konnten Langzeitfolgen bei Fußballern auftreten, wie etwa bei Jeff Astle. Das private Albert Einstein College in New York hat herausgefunden, dass etwa 2000 Kopfbälle pro Jahr sich gesundheitlich negativ auswirken können. Jedoch hat gemäß der Universität Regensburg ein kurzes Kopfballtraining keine Auswirkungen und ist damit gesundheitlich nicht relevant. In den vergangenen Jahren erschienen verschiedene Studien, die einen Zusammenhang zwischen intensivem Kopfballspiel, Hirnveränderungen und kognitiven Defiziten andeuten: So analysierten etwa Wissenschaftler der New Yorker Yeshiva Universität per diffusionsgewichteter Magnetresonanztomografie unnormale weiße Stellen im Gehirn von Fußballern, die laut eigener Angaben jeweils mehr als 885 Bälle im Jahr köpfen. Diese Spieler schnitten bei kognitiven Tests schlechter ab als Spieler, die seltener köpften. Auch ein Forscherteam aus den USA und Deutschland hatte in den Gehirnen von Profifußballern im Vergleich zu Leistungsschwimmern großflächigere Veränderungen in der weißen Substanz entdeckt, die für die Nervenkommunikation bedeutsam ist. Die Autoren schließen einen Zusammenhang zum Kopfballspiel nicht aus. Allerdings räumen sie selbst methodische Grenzen ihrer Studien ein – nur wenige Dutzend Probanden, kein Langzeitfokus. Der amerikanische Fußballverband hat Kopfbälle für Kinder unter 11 Jahren verboten. Im Training für Kinder von 11 bis 13 Jahren sind sie nur eingeschränkt erlaubt. In England, Schottland und Nordirland, nicht aber in Wales, wurden Kopfbälle aus dem Fußballtraining für Kinder unter 12 Jahren verbannt, nachdem eine Studie vom Oktober 2019 Hinweise auf eine mögliche Verbindung zwischen Fußball und Demenz gegeben hatte.